# Tempestade subtropical Kurumí
A tempestade subtropical Kurumí, nomeada pela Marinha do Brasil, foi uma depressão a evoluir para tempestade subtropical da temporada de Ciclones do Atlântico Sul de 2020. Desenvolveu-se de uma área de baixa pressão subtropical que cruzou a Região Sudeste do país em 23 de janeiro, evoluindo para depressão subtropical na costa do estado do Rio de Janeiro e pouco depois para tempestade subtropical. A tempestade aumentou as áreas de chuvas e ventos fortes na costa do Rio de Janeiro e do Espírito Santo, e mar grosso e muito grosso ao longo do litoral da região Sudeste do Brasil.

### Enchentes e deslizamentos no Sudeste do Brasil em 2020
As enchentes e deslizamentos no Sudeste do Brasil em 2020 começaram em 17 de janeiro de 2020 como resultado de fortes chuvas, causando grandes danos em municípios do estado do Espírito Santo. Nos dias seguintes, desastres na mesma natureza ocorreram nos estados do Minas Gerais e do Rio de Janeiro.
Segundo a Defesa Civil do Espírito Santo, até 30 de janeiro, havia dez mortos, dez feridos, 2.030 desabrigados e 12.735 desalojados por conta das chuvas. O governo estadual decretou e o governo federal reconheceu estado de calamidade pública nos municípios de Alfredo Chaves, Iconha, Rio Novo do Sul e Vargem Alta. Posteriormente, o governo estadual decretou estado de calamidade pública para Iúna e Conceição do Castelo, bem como situação de emergência em dezesseis outros municípios.
A Defesa Civil de Minas Gerais confirmou que até no dia 3 de fevereiro que o estado tinha 58 pessoas mortas, 65 feridas, 8.259 desabrigadas e 44.929 desalojadas. O governo estadual decretou situação de emergência para 196 municípios.
No Rio de Janeiro, até 3 de fevereiro, havia 13 mil desalojados ou desabrigados. Três pessoas foram mortas pelas enchentes.
Em fevereiro chuvas intensas foram registradas nos estados de Minas Gerais, Rio de Janeiro e São Paulo, incluindo as capitais. Entre os dias 9 e 11 de fevereiro cinco pessoas morreram no estado de São Paulo. Na mesma semana as chuvas atingiram quase todo o estado de Minas Gerais, sendo o sul e a Zona da Mata as áreas mais afetadas por estragos.